# Pseudolycopodiella sarcocaulon
Pseudolycopodiella sarcocaulon là một loài thực vật có mạch trong Họ Thạch tùng. Loài này được (Kuhn) Holub miêu tả khoa học đầu tiên năm 1983.